# Toshio Masuda (réalisateur)
Pour les articles homonymes, voir Toshio Masuda.
Toshio Masuda (舛田 利雄, Masuda Toshio, né le 5 octobre 1927) est un réalisateur japonais connu notamment pour le film de guerre Tora! Tora! Tora!.

## Biographie
Toshio Masuda a réalisé 82 de films et écrit 37 scénarios entre 1955 et 1992.

## Filmographie partielle

### Cinéma

#### Années 1950
- 1958 : Kokoro to nikutai no tabi (心と肉体の旅?)
- 1958 : Couteau rouillé (錆びたナイフ, Sabita naifu?)
- 1958 : Haneda hatsu 7 ji 50 pun (羽田発７時５０分?)
- 1958 : Akai hatoba (赤い波止場?)
- 1958 : Kanzen na yūgi (完全な遊戯?)
- 1959 : Onna o wasurero (女を忘れろ?)
- 1959 : Kyō ni ikiru (今日に生きる?)
- 1959 : Otoko ga bakuhatsu suru (男が爆発する?)
- 1959 : Ten to chi o kakeru otoko (天と地を駈ける男?)

#### Années 1960
- 1960 : Yakuza no uta (やくざの詩?)
- 1960 : L'Arbre de la jeunesse (青年の樹, Seinen no ki?)[2]
- 1960 : Kenka Tarō (喧嘩太郎?)
- 1960 : Tōgyū ni kakeru otoko (闘牛に賭ける男?)[3]
- 1961 : Ikite ita norainu (生きていた野良犬?)
- 1961 : Yōjinbō kagyō (用心棒稼業?)
- 1961 : Taiyō, umi o someru toki (太陽、海を染めるとき?)
- 1961 : Taiyō wa kurutteru (太陽は狂ってる?)
- 1961 : Ankokugai no shizukana otoko (暗黒街の静かな男?)
- 1962 : Zerosen kurokumo ikka (零戦黒雲一家?)
- 1962 : Otoko to otoko no ikiru machi (男と男の生きる街?)
- 1962 : Ue o muite arukō (上を向いて歩こう?)
- 1962 : Hitoribotchi no futari daga (ひとりぼっちの二人だが?)
- 1962 : Hana to ryū (花と竜?)
- 1963 : Taiyō e no dasshutsu (太陽への脱出?)
- 1964 : Le Mouchoir rouge (赤いハンカチ, Akai hankachi?)[4],[5]
- 1964 : Jinsei gekijō (人生劇場?)
- 1964 : Kawachi zoro: Kenja shamo (河内ぞろ 喧嘩軍鶏?)
- 1965 : Shirotori (城取り?)
- 1965 : Akai tanima no kettō (赤い谷間の決斗?)
- 1966 : Nippon ninkyō-den: Chimatsuri kenkajō (日本仁侠伝 血祭り喧嘩状?)
- 1966 : Yoru no bara o kese (夜のバラを消せ?)
- 1966 : Eikō e no chōsen (栄光への挑戦?)
- 1966 : Arashi o yobu otoko (嵐を呼ぶ男?)[6]
- 1967 : Hoshiyo nagekuna: Shōri no otoko (星よ嘆くな 勝利の男?)
- 1967 : Arashi kitari saru (嵐来たり去る?)
- 1967 : Taiketsu (対決?)
- 1967 : Kurenai no nagareboshi (紅の流れ星?)
- 1967 : Kettō (血斗?)[7]
- 1968 : Le Vaurien (無頼より 大幹部, Burai yori daikanbu?)[8]
- 1968 : Waga inochi no uta: Enka (わが命の唄 艶歌?)[9]
- 1968 : Shōwa no inochi (昭和のいのち?)
- 1968 : Ā himeyuri no tō (あゝひめゆりの塔?)[10]
- 1969 : Jigoku no hamonjō (地獄の破門状?)
- 1969 : Daikanbu: Nagurikomi (大幹部 殴り込み?)
- 1969 : Arashi no yūshatachi (嵐の勇者たち?)[11]

#### Années 1970
- 1970 : Tora ! Tora ! Tora ! co-réalisé avec Richard Fleischer et Kinji Fukasaku
- 1971 : Akatsuki no chōsen (暁の挑戦?)
- 1971 : Saraba okite (さらば掟?)
- 1972 : Oitsumeru (追いつめる?)
- 1972 : Ken to hana (剣と花?)
- 1972 : Kage gari (影狩り?)
- 1972 : Kage gari: Hoero taihō (影狩り ほえろ大砲?)
- 1973 : Ningen kakumei (人間革命?)
- 1974 : La Fin du monde d'après Nostradamus (ノストラダムスの大予言 Catastrophe-1999, Nosutoradamusu no daiyogen?)
- 1974 : Orenochi wa taninnochi (俺の血は他人の血?)
- 1976 : Zoku ningen kakumei (続人間革命?)
- 1978 : Adieu, cuirassé de l'espace Yamato : Les Guerriers de l'amour (さらば宇宙戦艦ヤマト 愛の戦士たち, Saraba uchū senkan Yamato: Ai no senshitachi?)

#### Années 1980
- 1980 : 203 kōchi (二百三高地?)
- 1982 : Dainippon teikoku (大日本帝国?)
- 1982 : Hai tiin bugi (ハイティーン・ブギ?)
- 1983 : Nihonkai daikaisen: Umi yukaba (日本海大海戦 海ゆかば?)
- 1984 : Zerosen moyu (零戦燃ゆ?)
- 1985 : Ai: Tabidachi (愛・旅立ち?)
- 1986 : Katayoku dake no tenshi (片翼だけの天使?)
- 1987 : Shuto shōshitsu (首都消失?)
- 1989 : Shasō (社葬?)

#### Années 1990
- 1991 : Dōten (動天?)
- 1991 : Edo-jō tairan (江戸城大乱?)
- 1992 : Tengoku no taizai (天国の大罪?)

### Animation
- 1982 : Future War 198X

Il a en outre participé à la réalisation de certains épisodes de l'anime Yamato.

## Distinctions
Sauf indication contraire, les informations mentionnées dans cette section peuvent être confirmées par la base de données cinématographiques IMDb,  présente dans la section « Liens externes ».

### Récompenses
- 1981 : prix Kinema Junpō (choix des lecteurs) du meilleur film japonais pour 203 kōchi[12],[13]
- 1990 : prix Mainichi du meilleur réalisateur pour Shasō[14]
- 1990 : prix Blue Ribbon du meilleur réalisateur pour Shasō[15]

### Nominations
- 1981 : prix du meilleur film et du meilleur réalisateur pour 203 kōchi aux Japan Academy Prize[16]
- 1990 : prix du meilleur réalisateur pour Shasō aux Japan Academy Prize[17]